# Gung Ho
Gung Ho je osmé studiové album americké rockové zpěvačky Patti Smith. Jeho nahrávání probíhalo ve studiu Sear Sound v New Yorku a vyšlo v březnu 2000 u vydavatelství Arista Records. Jeho producentem byl Gil Norton. Jde o vůbec její první studiové album, na jejímž obalu není vyfotografována ona.

## Seznam skladeb
| Pořadí | Název                 | Autor                                       | Délka |
| ------ | --------------------- | ------------------------------------------- | ----- |
| 1.     | One Voice             | Patti Smith, Jay Dee Daugherty              | 4:46  |
| 2.     | Lo and Beholden       | Lenny Kaye, Patti Smith                     | 4:45  |
| 3.     | Boy Cried Wolf        | Patti Smith                                 | 4:54  |
| 4.     | Persuasion            | Patti Smith, Fred „Sonic“ Smith             | 4:36  |
| 5.     | Gone Pie              | Patti Smith, Tony Shanahan                  | 4:06  |
| 6.     | China Bird            | Oliver Ray, Patti Smith                     | 4:08  |
| 7.     | Glitter in Their Eyes | Ray, Patti Smith                            | 3:00  |
| 8.     | Strange Messengers    | Kaye, Patti Smith                           | 8:06  |
| 9.     | Grateful              | Patti Smith                                 | 4:34  |
| 10.    | Upright Come          | Ray, Patti Smith                            | 3:00  |
| 11.    | New Party             | Patti Smith, Shanahan                       | 4:33  |
| 12.    | Libbie's Song         | Patti Smith                                 | 3:28  |
| 13.    | Gung Ho               | Daugherty, Kaye, Ray, Patti Smith, Shanahan | 11:45 |

## Obsazení
- Patti Smith – zpěv, kytara
- Lenny Kaye – kytara
- Jay Dee Daugherty – bicí
- Oliver Ray – kytara
- Tony Shanahan – baskytara, klávesy
- Grant Hart – klavír
- Jackson Smith – kytara
- Kimberly Smith – mandolína
- Michael Stipe – vokály v pozadí
- Rebecca Weiner – housle
- Skaila Kanga – harfa
- Tom Verlaine – kytara
- Wade Raley – vokály v pozadí